# 56
56 рік — високосний рік, що почався в суботу за григоріанським календарем (у четвер — за юліанським). У Римі правив імператор Нерон.

## Події
- Квінт Волузій Сатурнін і Публій Корнелій Сципіон — консули Римської імперії.

## Народились
- Приблизна дата народження Публія Корнелія Тацита, римського історика.

## Померли
- Луцій Волусій Сатурнін, консул-суфект 3 року